# Saint-Thégonnec Loc-Eguiner
Saint-Thégonnec Loc-Eguiner é uma comuna francesa na região administrativa da Bretanha, no departamento de Finistère. Estende-se por uma área de 49.78 km². Em 2010 a comuna tinha 3 112 habitantes (densidade: 62,5 hab./km²).
Foi criada em 1 de janeiro de 2016, após a fusão das antigas comunas de Saint-Thégonnec e Loc-Eguiner-Saint-Thégonnec.